# Antarctomysis profunda
Antarctomysis profunda är en kräftdjursart som beskrevs av Michel Ledoyer 1990. Antarctomysis profunda ingår i släktet Antarctomysis och familjen Mysidae. Inga underarter finns listade i Catalogue of Life.